# Reikiavik (obra de teatro)
Reikiavik es una obra de teatro de Juan Mayorga, estrenada en la ciudad de Avilés en 2015. Este montaje pasó al Teatro Valle-Inclán de Madrid el 23 de septiembre de 2015.

## Argumento
La obra recrea el enfrentamiento entre Boris Spassky y Bobby Fischer en el Campeonato Mundial de Ajedrez 1972 en la ciudad de Reykjavik, a través de los personajes de Waterloo y Bailén, quienes en el banco de un parque cualquiera deciden mimetizarse con los dos campeones mundiales de ajedrez. Pero a medida que avanza la función Waterloo y Bailén van metiéndose en la piel de muchos otros de los personajes que formaron parte de la vida de Spassky y Fischer, como familiares, admiradores, políticos. Y el juego, que ya habían llevado a cabo anteriormente, en esta ocasión lo desarrollan por primera vez ante un espectador, un Muchacho que se ha perdido y que queda fascinado ante el espectáculo que está contemplando.

## Estreno
Estrenada en el Teatro Palacio Valdés de Avilés el 27 de marzo de 2015, con dirección del propio Mayorga, con asistencia de Clara Sanchis e interpretación de César Sarachu (Waterloo), Daniel Albaladejo (Ismael) y Elena Rayo (Muchacho).